# Schlumbergera bridgesii
Schlumbergera bridgesii là một loài thực vật có hoa trong họ Cactaceae. Loài này được (Lem.) Loefgr. miêu tả khoa học đầu tiên năm 1918.